# シクロパミン
シクロパミン（cyclopamine、11-デオキシジェルビン）は、ステロイド性ベラトルムアルカロイドに属する天然有機化合物である。催奇性を有し、致死的な出生異常を引き起こすアメリカ合衆国に自生するバイケイソウの近縁種 Veratrum californicum から単離される。シクロパミンは胎児の脳が2つに分かれることを妨げ（全前脳症）、単眼症を引き起こす。これらは、シクロパミンがヘッジホッグシグナル伝達経路 (Hh) を阻害することによって起こる。シクロパミンは、正常な発達におけるHhの役割に関する研究において有用であり、Hhが過剰発現しているような特定のがんに対する治療薬の候補ともなっている。
シクロパミンは、アイダホの牧場で野生のバイケイソウを食べた羊から産まれた単眼症の子羊から名付けられた（キュクロープス Cyclops を参照）。1957年、アメリカ合衆国農務省は11年計画の研究を開始し、出生異常の原因がシクロパミンであることを同定した。
シクロパミンは1964年に、11-デオキシジェルビンとして北海道大学の正宗直らによってVeratrum grandiflorumから単離された。その後1968年に、Keelerらによって独立に単眼症の原因物質として同定され、シクロパミンと命名された。

## 生理作用
シクロパミンはスムーズンドタンパク質の活性型と不活性型との間のバランスに影響を及ぼすことによって、ヘッジホッグシグナル伝達経路 (Hh) を阻害する。

## 医薬品候補として

IPI-926の構造

シクロパミンは現在、過剰なHh活性が原因となっている腫瘍である基底細胞癌、髄芽腫、横紋筋肉腫、膠芽腫、多発性骨髄腫に対する治療薬として研究されている。
シクロパミンは、細胞のいわゆる「ヘッジホッグ」シグナル伝達経路の阻害剤として作用することが明らかにされている。この経路は外部化学シグナルに細胞が応答するのを助けるために使用される。胚の発達において重要な役割を担っており、この経路が正常に働かなくなると奇形が生じる。しかしながら、この経路の異常な活性化は成人したヒトにおいて、がん発生の引き金ともなり、基底細胞癌、髄芽腫、横紋筋肉腫、前立腺癌、膵癌、乳癌を引き起こす。シクロパミンを使用しこの経路を制御することによって、これらのがんを治療することが可能であると考えられる。
シクロパミン誘導体のIPI-926 は、様々な種類のがんに対する治療薬として臨床試験が行われている。